# Timrå kyrka
Timrå kyrka är en kyrkobyggnad i Timrå (Östrand). Den är församlingskyrka i Timrå församling i Härnösands stift.

## Kyrkobyggnaden
Kyrkan är uppbyggd av natursten och tegel och består av ett rektangulärt långhus med fullbrett kor i öster. I en utbyggnad bakom koret är sakristian inrymd. Vid långhusets västra kortsida finns ett kyrktorn med huvudingång. Tornet kröns med en lanternin i form av ett rundtempel där åtta kolonner av trä bär upp ett kupoltak. Ovanpå kupoltaket står ett förgyllt kors. Kyrkorummet är enskeppigt och dess innertak täcks av ett trätunnvalv.

### Tillkomst och ombyggnader
Nuvarande kyrka började byggas 1794 på samma plats där en medeltida kyrka från 1400-talet tidigare stod. Byggmästare var Pehr Hagmansson och arkitekt var troligen Gustaf Pfeffer. Den 16 oktober 1796 ägde invigningen rum. I nuvarande kyrka ingår troligen medeltidskyrkans östra och södra murar samt dess sakristia. Tornets nuvarande överdel med rundtempel tillkom vid en ombyggnad åren 1834-1835. Vid en restaurering åren 1898-1899 försågs väggar och valv med färgrika målningar. Tidigare sluten bänkinredning ersattes med öppen bänkinredning.

### Ombyggnader under 1900-talet
En restaurering genomfördes åren 1949-1950 under ledning av arkitekt Erik Fant då fasadputsen bättrades på, yttertaket belades med kopparplåt och nya fönster och portar sattes in. Kyrkorummet fick åter en sluten bänkinredning. Takvalvet målades i gråblå ton och fick karaktären av lätt molntäckt himmel. Under golvet, på den plats där medeltidskyrkan var belägen, fann man en raserad gravkammare. 1990 försågs tornets södra och norra sidor med tillbyggnader efter ritningar av arkitekt Tor Dal. Norra tillbyggnaden försågs med trapphus samt en hiss för rörelsehindrade. I södra tillbyggnaden försågs bottenvåningen med en rymlig handikapptoalett och läktarvåningen med en toalett samt samvarorum för kören.

## Inventarier
- Nuvarande orgel med 26 stämmor är den fjärde i ordningen. Första orgeln tillkom 1844 och hade tio stämmor. 1885 renoverades orgeln och var i bruk fram till 1898 då den ersattes med en ny på tolv stämmor. Denna orgel renoverades 1917 och försågs med elektrisk fläkt. 1952 installerades en tredje orgel med 26 stämmor. 23 september 1973 invigdes nuvarande orgel som också har 26 stämmor. Orgelfasaden är från 1843.
- Ett triumfkrucifix i trä är från 1500-talet. Kristusfiguren har försetts med nytt kors.
- Ett altarskåp utan dörrar är från början av 1500-talet. I skåpet finns en skulptur föreställande Anna själv tredje.
- Nuvarande predikstol med prägel av rokoko är snidad av Olof Hofrén på 1850-talet efter ritning av Gustaf Mauritz Kjellström och Johan Adolf Hawerman. Tidigare predikstol är snidad 1666 av Jöns Olofsson i Skedvik och förvaras numera i annexet vid Timrå prästgård.
- Altartavlan är målad 1823 av Pehr Sundin från Jämtland. Tavlans motiv är "Nedtagandet från korset".
- I fönsternischen på södra långväggen finns ett votivskepp av trä. Skeppet återuppbyggdes 1929 på ett äldre skrov som hittades i kyrkans vind.
- En ljuskrona av malm är inköpt 1731. Ljuskronan har en stor kula och ljusarmar i tre kransar.
- Dopfunten av röd Gävlesandsten är tillverkad 1949.
- Kyrkans klockor är två till antalet. Den större är gjuten 1873 av P. J. Linderberg i Sundsvall och den mindre är testamenterad till kyrkan 1632 av underlagsmannen Per Månson.